# 菊池節
菊池 節（きくち みさお、1950年4月9日 - ）は、日本の実業家。東京都出身。京葉瓦斯株式会社代表取締役会長。株式会社南悠商社代表取締役社長。パウダーテック株式会社代表取締役会長。K&Oエナジーグループ株式会社社外取締役。京成電鉄株式会社社外取締役。株式会社オリエンタルランド社外取締役。

## 人物・経歴
東京都出身。上智大学大学院理工学研究科博士課程修了、理学博士（上智大学、1985年）。1976年11月株式会社南悠商社監査役、1977年1月高萩炭礦株式会社監査役、1997年1月同社取締役副社長、2003年1月株式会社南悠商社代表取締役副社長、2003年3月京葉瓦斯株式会社取締役、2014年6月パウダーテック株式会社代表取締役副会長、2016年6月同社代表取締役会長、2016年8月京葉瓦斯株式会社代表取締役副社長、2016年9月株式会社南悠商社代表取締役社長、2016年10月京葉瓦斯株式会社代表取締役会長、2020年3月K&Oエナジーグループ株式会社社外取締役、2020年6月京成電鉄株式会社社外取締役、2022年6月株式会社オリエンタルランド社外取締役。